# Takva – Gottesfurcht
Takva – Gottesfurcht (Originaltitel: Takva) ist ein türkischer Film aus dem Jahr 2006. Regie führte Özer Kızıltan, produziert wurde er von Yeni Sinemacılar und der deutschen Filmfirma Corazón International. Die Hauptrollen spielen Erkan Can, Meray Ülgen und Güven Kıraç.

## Inhalt
Der unscheinbare und unterwürfige Muharrem lebt alleine und ist als Angestellter das „Mädchen für alles“ seines Vorgesetzten. Privat versucht er, streng nach den Geboten des Propheten zu leben, betet häufig – er besucht die Gebetsstunden eines Sufi-Ordens – und enthält sich besonders jeder Form von Sexualität. Durch seine Hingabe fällt er dem Scheik des Ordens auf, der ihm eine Stellung als Mieteinnehmer der Immobilien des Ordens anbietet. Diese neue Arbeit konfrontiert ihn mit den Versuchungen der modernen Welt: Alkohol, Lügen, Unkeuschheit.
Der Ordensbruder Rauf wird sein Gesprächspartner; dieser versucht, ihn in der Balance zwischen Gewissen und Realität zu halten. Muharrem wird zudem von sexuellen Träumen geplagt. Der Scheich versucht, den inneren Konflikt zu lösen, indem er Muharrem seine Tochter als Frau anbietet; Muharrem lehnt ab. Er bemerkt seine Wandlung zu Stolz, Herrschsucht und Unehrlichkeit, die ihn in immer größere Verwirrung stürzt. Seine Furcht vor Gott lässt ihn den Scheich aufsuchen, um ihm eine Unterschlagung zu gestehen – doch jener hat sich in Klausur begeben. Als die Geschäftspartner weitere Abschlüsse erzielen wollen, verwirrt sich sein Geist immer mehr; er irrt durch die Straßen und folgt der Frau, die er in seinen Träumen gesehen hat, nach Hause: Es ist die Tochter des Scheiks.
Die letzten Szenen zeigen Muharrem, der apathisch im Bett liegt und von der Tochter des Scheiks, der derweil über Berufung und Gefahren der Berufung räsoniert, gepflegt wird.

## Wirkung
Takva war der türkische Beitrag für die Nominierungen für einen Oscar 2008 in der Sparte „bester fremdsprachiger Film“, schaffte es allerdings nicht in die Endauswahl. Bei der Verleihung des Europäischen Filmpreises im Dezember 2007 ist der Film, der mit zahlreichen weiteren Preisen ausgezeichnet wurde, für den Fassbinder-Preis als „beste Entdeckung“ nominiert.

## Auszeichnungen
Der Film bzw. daran Beteiligte erhielten unter anderem folgende Preise:
- Antalya Golden Orange Film Festival 2006: „bester Darsteller“ (Erkan Can), „bestes Szenenbild“, „beste Kamera“, „beste Kostüme“, „beste Musik“, „Bestes Drehbuch“, „beste Maske“ und Spezialpreis der Jury
- Toronto International Film Festival 2006: Innovation Award
- Internationale Filmfestspiele Berlin 2007: FIPRESCI-Preis in der Panorama-Sektion
- International Istanbul Film Festival 2007: „bester Darsteller“ (Erkan Can)
- Sarajevo Film Festival 2007: Herz Sarajevos für den „besten Film“ und Jury-Preis für den „besten Film“
- Filmfestival Türkei / Deutschland in Nürnberg 2007: „bester Darsteller“ (Erkan Can)